# هنري فوس (سياسي)
هنري فوس هو سياسي أمريكي، ولد في 5 سبتمبر 1891، وتوفي في 1986.